# 今川氏豊
今川 氏豊（いまがわ うじとよ）は、戦国時代の武将。尾張国那古野城主。兄の今川彦五郎と同一人物とも考えられていたが、最近の研究では別人とされている。また、氏豊の名は今川氏の良質の文書には現れず、氏親の子ではなく傍流という説もある。

## 概要

### 出自
永正12年（1515年）、父・今川氏親は遠江国で尾張守護・斯波義達と戦い勝利し、斯波氏の威は衰えた。大永年間（1521年 - 1528年）に氏親は今川氏の一族である今川那古野氏の領地だった尾張国那古野の地に城を築き（那古野城、後の名古屋城）、末子の氏豊を今川那古野氏の養子として入れ城主とした。氏豊は斯波義達の娘を娶り斯波氏と姻戚の関係になった。那古野氏は明徳・応永年間に今川仲秋が尾張守護となった際、尾張に代官として封じられた今川氏の一族（仲秋の庶子とも）で、氏豊はその家の養子となったとされている。

### 那古野合戦
天文7年（1538年）、勝幡城主・織田信秀の奇計によって兵を城に侵入され、那古野城を落とされた。那古野城が奪われた時期についてはかつて天文元年（1532年）が定説とされていたが、山科言継の『言継卿記』の記述などを根拠に近年では天文7年（1538年）が有力だと考えられている（詳細は那古野城#歴史を参照）。また『言継卿記』には、尾張に下向した山科言継と飛鳥井雅綱が勝幡城で織田信秀ら織田家家中に蹴鞠の指導をした際に、「那古野の今川竹王丸（後の氏豊）」も招かれていたとの記述があり、竹王丸の年齢を12歳としている。この記述を信用するなら生年は大永2年（1522年）となるが、大永元年（1521年）説もある。
『名古屋合戦記』によると、氏豊が連歌を非常に好み、そのことに目をつけた信秀が那古野城に催される連歌会に足繁く通い何日も逗留するようになり、氏豊に信用されるようになった。信秀が城の本丸に窓を開けるが、氏豊は夏風を楽しむ風流のためだろうと信頼しきっていた。ある日、信秀は城内で倒れ「家臣に遺言をしたい」と頼み、同情した氏豊はこれを許し、信秀の家臣が城内に入った。その夜、信秀は俄かに城内に引き入れた手勢を使って城に火を放ち、城の内外から攻め寄せて城を乗っ取ってしまった。氏豊は命乞いをして助けられ、女方の縁を頼って京に逃れた。

### その後の行方
那古野城を奪われた後、駿河に帰らず京に逃れた理由は不明で、今川家の家督争いの花倉の乱にも関与していない。そのため氏親の子ではなかったのではないかという説もある。また、北条氏康室（瑞渓院）の伝記を著した黒田基樹が氏親の子の出生順位を確定させるために利用した天文20年（1551年）以前の作成と推測できる『蠧簡集残篇』所収「今川系図」には氏親の息子として氏輝・玄広恵探・彦五郎・義元の4名しか載せられていないことから氏豊と象耳泉奘は氏親の実子ではなく庶流の出身であると指摘し、大石泰史もこの説を妥当としている。弘治3年（1557年）3月、山科言継は駿府から京へ帰る途中、駿河藤枝で「今川那古屋殿」に病気見舞いの使者を遣わしている（『言継卿記』）が、この「今川那古屋殿」を氏豊とみれば、那古野城を追われた後、一時京に逃れたかもしれないが、最終的には今川義元の許に迎えられたと考えられる。義元の尾張侵攻の目的の一つとして、氏豊の旧領地回復及び那古野城の奪還をあげる考え方がある（参考文献参照）。

## 系譜
- 父：今川氏親?
- 母：不詳
- 養父?：今川那古野氏
- 正室：斯波義達の娘